# 위례순환로
위례순환로(Wiryesunhwan-ro)는 서울특별시 송파구 위례동에서 출발하여,경기도 성남시 수정구 위례동, 경기도 하남시 위례동을 거쳐 위례신도시를 순환하고 다시 서울특별시 송파구 위례동을 잇는 도로이다.

## 연혁
- 2013년 10월 30일: 도로명으로 위례순환로를 고시
- 2014년: 개통

## 주요 경유지
서울특별시
- 송파구 (위례동)

경기도
- 성남시 수정구 (위례동) - 하남시 (위례동)

## 주요 건물 및 시설
- 스마트위례주유소 (서울특별시 송파구 위례중앙로 43)
- 복지송파충전소 (서울특별시 송파구 위례중앙로 37)
- 위례중앙초등학교 (경기도 성남시 수정구 위례순환로 71)
- 위례중앙중학교 (경기도 성남시 수정구 위례순환로 91)
- 위례동행정복지센터 (경기도 성남시 수정구 위례순환로 125)
- 위례고운초등학교 (경기도 성남시 수정구 위례순환로 155)
- 위례푸른초등학교 (경기도 성남시 수정구 위례순환로 205)
- 초록어울림작은도서관 (경기도 하남시 위례순환로 270)
- 위례동행정복지센터 (경기도 하남시 위례순환로 310)
- 위례고등학교 (경기도 하남시 위례순환로 323)
- 위례초등학교 (경기도 하남시 위례순환로 333)
- 위례중학교 (경기도 하남시 위례순환로 343)
- 밀리토피아 송파학사 (서울특별시 송파구 위례순환로 364)
- 송파위례파출소 (서울특별시 송파구 위례순환로 369)
- 대신증권 연수원 (서울특별시 송파구 위례순환로 387)
- 송례중학교 (서울특별시 송파구 위례순환로 429)
- 서울송례초등학교 (서울특별시 송파구 위례순환로 439)